# Off the Wall
Off the Wall je páté album zpěváka Michaela Jacksona vydané 10. srpna 1979. Jedná se zároveň o první Jacksonovo album vydané pod hudebním vydavatelstvím Epic Records. Producentem alba se stal světoznámý Quincy Jones, který se s Jacksonem zná z natáčení filmu The Wiz (1978). V průběhu natáčení filmu se Jones a Jackson stali přáteli a Jones souhlasil, že bude s Jacksonem spolupracovat na jeho dalším albu, jímž se stalo právě Off the Wall. Nahrávání alba probíhalo od prosince 1978 do června 1979 a nahrávalo se v Los Angeles. Na napsání písní Jackson spolupracoval s několika dalšími umělci jako například Paul McCartney, Stevie Wonder nebo Rod Temperton. Album obsahovalo pět singlů, z toho tři měly také videoklip. Tři skladby si napsal sám Jackson, jednou z nich je například Don't Stop 'Til You Get Enough, který Jacksonovi v roce 1980 vynesl cenu Grammy.
Podle kritiků bylo Off the Wall složeno z několika stylů jako třeba Funk, Jazz, Disco, Soft rock a Pop music. Od hudebních kritiků sklidil Jackson pozitivní ohlasy za jeho vokální výstupy v písních. Jackson se s albem Off the Wall stal také prvním umělcem v historii, který měl své čtyři písně z jednoho alba v TOP 10 v hitparádě Billboard Hot 100. Album mělo enormní komerční úspěch: k roku 2014 bylo v USA osmkrát platinově certifikováno a údajně se ho celosvětově prodalo zhruba 20 milionů kopií, což z něj dělá jedno z nejprodávanějších alb v historii hudby.
V roce 2001 vydala společnost Sony Records speciální edici alba Off the Wall. V roce 2003 jej časopis Rolling Stone zařadil na 68. místo ve výčtu 500 nejlepších alb historie. V roce 2008 bylo album zařazeno do Síně slávy Grammy Award.

## Produkce
Když Jackson začal na projektu Off the Wall pracovat tak vlastně nevěděl, co chce, aby bylo finálním výsledkem, nicméně nechtěl, aby to znělo jako další album skupiny Jacksons, ve které Michael předtím působil. Chtěl, aby jeho album bylo takové, jaké by si v dřívějších letech jako člen skupiny Jacksons nemohl dovolit.
She's Out of My Life napsal pro Jonese o tři toky dříve Tom Bahler. Jackson nahrávku slyšel a natolik se mu líbila, že mu Jones dovolil, aby se stala součástí Off the Wall.
Dále Jones oslovil Roda Tempertona a požádal ho, aby Jacksonovi napsal tři písně. Jackson si měl podle plánu následně vybrat pouze jednu, ale všechny se mu líbily natolik, že do alba nakonec zařadil všechny tři. Jedné noci zůstal Jackson celou noc ve studiu, aby se naučil všechny texty nazpaměť, nechtěl je totiž při nahrávání číst z papíru.
Asi největší a nejznámější hit z alba, Don't Stop 'Til You Get Enough, napsal Jackson kolem roku 1979 poté, co si v kuchyni pobrukoval melodii.
Jones později řekl, že při produkci a i celkovou finální skladbou alba hodně riskovali. Pozornost bylo upřena také na obal alba, které znázorňuje smějícího se Jackona oblečeného v černém saku a s bílými ponožkami. Jeho manažer uvedl: ''To sako bylo s albem Off the Wall spojeno už od základů. Sako byl náš nápad, ponožky zase Michaelův''

## Hudba a vokály
Album je hodně rozmanité. Skládá se z Funku, Disco popu, Soulu, Soft rocku, Jazzu a z Popových balad.
She's Out of My Life je typická melodická popová balada 70. let, Working Day and Night nese zase stopy punku a typickým disco songem je Get on the Floor. I Can't Help It je zase jazzový kousek. Rock with You je romantická, středně rychlá píseň.
Písně obsažené na albu jsou různě rychlé: Od 66 beatů za minutu (She's Out of My Life) až po 128 beatů za minutu (Working Day and Night). Právě píseň Working Day and Night je typická svým rychlým tempem a je jednou z nejrychlejších písni Jacksonovy kariéry.

## Vydání alba
Novinář John Taraborrelli prohlásil: ''Když bylo album Off the Wall v roce 1979 vydáno, nechali fanoušci a celý hudební průmysl údivem pusu dokořán. Fanoušci prohlásili, že Jacksona neslyšeli zpívat s takovou radostí a bezstarostností od dob, kdy začínal společně se svými bratry ve skupině Jacksons''.
28. července 1979 byl vydán první singl. Don't Stop 'Til You Get Enough se umístilo na vrcholu hitparády Billboard Hot 100 a ve Spojeném království dosáhl na číslo tři.
3. října byl vydán singl číslo dvě, Rock with You se stejně jako Don't Stop 'Til You Get Enough usadil na prvním místě Billboard Hot 100. V únoru 1980 světlo světa spatřila titulní skladba, Off the Wall byla v Billboard Hot 100 v TOP 10. Dva měsíce na to vydal Jackson předposlední singl, jímž se stala balad She's Out of My Life. V červenci 1980 pak ještě poslední singl alba Off the Wall, Girlfriend.
K dnešku bylo album osmkrát platinově oceněno a celosvětově se ho prodalo kolem 20 milionů kusů. Tento komerční úspěch alba odstartoval devítiletou spolupráci Michaela Jacksona a Quincyho Jonese, kteří před sebou v tu dobu měli ještě vydání dvou skvělých alb. Jedním z nich se stalo Bad (1987) a Thriller (1982), který se stal velmi rychle nejprodávanějším albem v historii hudby.

## Seznam skladeb

### Off the Wall (1979)
1. Don't Stop 'Til You Get Enough – Michael Jackson – 6:06
2. Rock with You – Rod Temperton – 3:40
3. Working Day and Night – Michael Jackson – 5:14
4. Get on the Floor – Michael Jackson a Louis Johnson – 4:39
5. Off the Wall – Rod Temperton – 4:06
6. Girlfriend – Paul McCartney – 3:06
7. She's Out of My Life – Tom Bahler – 3:38
8. I Can't Help It – Stevie Wonder a Susaye Greene – 4:30
9. It's the Falling in Love – Carole Bayer Sager a David Foster – 3:48
10. Burn This Disco Out – Rod Temperton – 3:41

### Speciální vydání (2001)
1. Don't Stop 'Til You Get Enough – Michael Jackson – 6:06
2. Rock with You – Rod Temperton – 3:40
3. Working Day and Night – Michael Jackson – 5:14
4. Get on the Floor – Michael Jackson a Louis Johnson – 4:39
5. Off the Wall – Rod Temperton – 4:06
6. Girlfriend – Paul McCartney – 3:06
7. She's Out of My Life – Tom Bahler – 3:38
8. I Can't Help It – Stevie Wonder a Susaye Greene – 4:30
9. It's the Falling in Love – Carole Bayer Sager a David Foster – 3:48
10. Burn This Disco Out – Rod Temperton – 3:41
11. Interview s Quincym Jonesem #1
12. Úvod k Don't Stop 'Til You Get Enough demo
13. Don't Stop 'Til You Get Enough demo
14. Interview s Quincym Jonesem #2
15. Úvod k Working Day and Night demo
16. Working Day and Night demo
17. Interview s Quincym Jonesem #3
18. Interview s Rodem Tempertonem
19. Interview s Quincym Jonesem #4

## Singly
- 1979: Don't Stop 'Til You Get Enough
- 1979: Rock with You
- 1980: Off the Wall
- 1980: She's Out of My Life
- 1980: Girlfriend